# Аванди, Мярт
Мярт Аванди (эст. Märt Avandi; род. 26 февраля 1981, Рапла, Эстонская ССР) — эстонский актёр театра и кино, телеведущий.

## Биография
С 2004 по 2006 годы работал в труппе театра в Раквере, с 2006 по 2008 годы — в театре «Эндла». С 2009 по 2014 годы был актёром Эстонского драматического театра, а в 2015 году вновь вернулся в театр «Эндла» в Пярну.
В 2005 году дебютировал в большом кинематографе в фильме «Malev».
В 2008 году выступил в качестве ведущего эстонского телешоу «Eesti otsib superstaari» (Эстония ищет суперзвезду).
В 2015 году снялся в главной роли в фильме «Фехтовальщик», получившем премию Юсси как «лучший фильм 2015 года».

## Семья
- Жена — Лийс-Катрин Мяги (эст. Liis-Katrin Mägi, род. 1983), дочь певца Тыниса Мяги. Венчание состоялось 11 августа 2007 года в лютеранской церкви Рапла.
- Сын — Альберт (май 2006—2012), скончался от онкологического заболевания[4].
- Сын — Герман (Herman)
- Дочь — Хелми (Helmi) (род. 2014[5])

## Фильмография
Фильмы
| Год  | Фильм           | Роль        | Примечания |
| ---- | --------------- | ----------- | ---------- |
| 2005 | Malev           | Hippolyt    |            |
| 2006 | Tulnukas        | Valdis      |            |
| 2006 | Meeletu         |             |            |
| 2008 | Mina olin siin  | Aivo        |            |
| 2010 | Punane elavhõbe | Sander      |            |
| 2015 | Фехтовальщик    | Endel Nelis |            |